# Chat với Mozart II
Chat với Mozart II, hay còn được gọi là Chat với Mozart 2 là album phòng thu của ca sĩ Mỹ Linh, được phát hành vào ngày 18 tháng 1 năm 2018 bởi Công ty TNHH Diệu Thanh, ANBOOKS và AE Records.
Tiếp nối sự thành công kể từ Chat với Mozart (2005), phần hai của dự án táo bạo thể hiện các tác phẩm nhạc cổ điển theo thể loại blues, jazz. Album được sản xuất bởi Anh Quân và đơn vị Công ty TNHH Diệu Thanh, bao gồm 9 ca khúc là các sáng tác của các nhà soạn nhạc cổ điển hàng đầu, tiếp tục giới thiệu đến công chúng dòng nhạc cổ điển giao thoa vốn đã quen thuộc từ lâu trên thế giới nhưng còn khá xa lạ ở Việt Nam.

## Sản xuất
Anna Trương, vừa tốt nghiệp Học viện Âm nhạc Berklee (Mỹ) vào tháng 5, đã cùng bắt tay vào công việc sản xuất với bố. Anna đã tuyển chọn nhạc công và tự thực hiện công việc thu âm cho toàn bộ dàn kèn, ba tác phẩm trống trong album này tại Mỹ.
So với 13 năm trước, Chat với Mozart II mang màu sắc tươi mới hơn. Vẫn là những giai điệu trong kho tàng âm nhạc cổ điển thừa hưởng từ các bậc tiền nhân, nhưng lần này, Mỹ Linh và ê-kíp mang cả Jazz Blue vào để đưa chất liệu âm nhạc gần gũi hơn với người Việt.

### Soạn lời
Ban đầu nhạc sĩ Dương Thụ vẫn tiếp tục được lựa chọn để soạn lời cho toàn bộ ca khúc. Nhưng do bận việc và lời khuyên "Cháu cứ thử đi" nên Mỹ Linh đã thử viết ca khúc đầu tiên gửi cho Thụ, Quân, Tuấn. Mọi người khen và khuyên nên viết tiếp.

"Khi ngồi viết, những hình ảnh gắn liền với đồng quê Bắc Bộ cứ hiện lên trong đầu tôi, những hình ảnh Tết truyền thống cứ nhắc nhớ tôi về một thời thơ ấu tươi đẹp. Và cả hình ảnh Anna nữa. Tôi viết lời ca khúc này như để danh tặng cho chính mình với những kí ức đẹp đẽ về một thời đã qua của lứa tuổi tôi, dành tặng con gái tôi với những cái Tết tha hương đã và sẽ đón. Và tặng cả những ai đang mong ngóng Tết sẽ được quay về để sum họp đầm ấm cùng gia đình bên nồi bánh chưng, bên mâm cỗ Giao thừa, bên bàn trà ngày mùng 1".
~ Anh Quân chia sẻ

## Các giai điệu được sử dụng
1. Liebesträume số 3, S.541/R.211, sáng tác bởi Franz Liszt.
2. "Air", hòa âm cho dàn dây giọng G bởi August Wilhelmj, phỏng theo Giao hưởng số 3, D major, BWV 1068, sáng tác bởi Johann Sebastian Bach.
3. "Giai điệu" số 1, giọng F, Op. 3, sáng tác bởi Anton Rubinstein.
4. "Hát ru", trích từ Dolly, Op. 56, sáng tác bởi Gabriel Fauré.
5. Pavane, F-sharp minor, Op. 50, sáng tác bởi Gabriel Fauré.
6. Cigánské melodie số 4, B. 104, Op. 55, "Když mne stará matka zpívat učívala" ("Những bài hát mẹ dạy"), sáng tác bởi Antonín Dvořák.
7. Étude số 3, Op. 10, E major, "Chanson de l'adieu" ("Nhạc buồn"), sáng tác bởi Frédéric Chopin.
8. Suite bergamasque số 3, D♭ major, "Clair de lune" ("Ánh trăng"), sáng tác bởi Claude Debussy.
9. "Hành khúc" số 1, giọng D, trích từ Bộ Hành khúc Lộng lẫy và Uy phong, sáng tác bởi Edward Elgar.

## Danh sách bài hát
Theo Hãng phim Phương Nam.
| STT              | Nhan đề                            | Phổ lời          | Phổ nhạc              | Chuyển soạn      | Thời lượng |
| ---------------- | ---------------------------------- | ---------------- | --------------------- | ---------------- | ---------- |
| 1.               | "Đợi những ngày xuân"              | Mỹ Linh          | Franz Liszt           | Thanh Bình       | 4:28       |
| 2.               | "Khi mùa đông quay về"             | Mỹ Linh          | Johann Sebastian Bach | Anh Quân         | 5:14       |
| 3.               | "Em vẫn thương anh"                | Mỹ Linh          | Anton Rubinstein      | Anh Quân         | 4:17       |
| 4.               | "Nắng sớm" (hợp tác với Mỹ Anh)    | Dương Thụ        | Gabriel Fauré         | Anh Quân         | 4:03       |
| 5.               | "Sau đôi mắt anh"                  | Mỹ Linh          | Gabriel Fauré         | Anh Quân         | 4:48       |
| 6.               | "Anh đang nghĩ gì?"                | Mỹ Linh          | Antonín Dvořák        | Huy Tuấn         | 3:20       |
| 7.               | "Khúc nhạc buồn"                   | Dương Thụ        | Frédéric Chopin       | Thanh Bình       | 4:37       |
| 8.               | "Ngay phút giây này"               | Mỹ Linh          | Claude Debussy        | Anh Quân         | 4:56       |
| 9.               | "Bài ca tự do" (hợp tác với Hà Lê) | Mỹ Linh          | Edward Elgar          | Anh Quân         | 4:27       |
| Tổng thời lượng: | Tổng thời lượng:                   | Tổng thời lượng: | Tổng thời lượng:      | Tổng thời lượng: | 40:17      |

## Thành phần tham gia sản xuất
Đội ngũ tham gia sản xuất Chat với Mozart II dựa trên phần bìa ghi chú.
Sản xuất
- Anh Quân – sản xuất, thu âm và mixing
- Doãn Chí Nghĩa – thu âm
- Anna Trương – thu âm bộ đồng
- Eric Boulanger – mastering tại The Bakery Mastering, LA

Âm nhạc
Ban nhạc
- Mỹ Linh – giọng hát chính
- Anh Quân – biên khúc (2, 3, 4, 5, 8, 9), chỉ huy dàn nhạc; guitar; hòa âm hợp xướng (1, 2, 6, 7, 9); hòa thanh bộ đồng; keys và synthesizer
- Huy Tuấn – biên khúc (6)
- Quốc Bình – trống (2, 3, 4, 5, 6, 9)

Các nghệ sĩ khác
- Thanh Bình – biên khúc (1, 7), bass, piano, keys và synthesizer
- Eric Derwallis – trống (1, 7, 8)
- Hồ Hoài Anh – giọng nền (3, 5, 8)
- Diệu Quỳnh – sáo Tây (4)
- Minh Hoàng – clarinet (4)

Bộ đồng (3, 8, 9)
- Kyle Zimmerman — Tenor Saxophone (1)
- Alan Hsiao — Trombone
- Jon Weidley — Trumpet
- Nathan See — Alto Saxophone (9-solo)

Bộ dây
- Nguyễn Công Thắng
- Đinh Công Thành
- Nguyễn Đinh Hương
- Nguyễn Thanh Hải
- Phạm Thanh Hà
- Nguyễn Thị Vân Hạnh
- Lê Ngọc Hoan
- Lã Diễm My
- Nguyễn Hương Giang
- Lê Tuấn Anh
- Doãn Trung Anh
- Nguyễn Hồng Ánh
- Lê Phan Như Quỳnh
- Lê Thị Nga

Hợp xướng (1, 2, 6, 7, 9)
- Hà Phạm Thăng Long
- Bùi Thị Trang
- Nguyễn Thu Quỳnh
- Trần Thị Trang
- Nguyễn Phi Hùng
- Nguyễn Đình Chúc

Thiết kế
- Tô Quốc Sơn – nhà tạo mẫu
- Phạm Hà Duy Linh – nhiếp ảnh gia
- Hoàng Đặng Phương Thảo – thiết kế đồ họa
- Nam Trung – trang điểm
- JennyM – tạo mẫu tóc
- Cao Phi – sản xuất
- Kelly Hoàng – dàn dựng bối cảnh
- Anh Lê – retoucher
- Kelly Bùi – trang phục

## Video âm nhạc
MV "Đợi những ngày xuân":
Mỹ Linh "đóng vai" người dẫn chuyện, một nhân chứng đi dọc chiều dài cuộc tình của cặp đôi từ trẻ đến lúc xế tuổi, hạnh phúc, chia cắt và đoàn tụ. Từ lúc trẻ cho tới những cái Tết xa xứ nơi tuyết trắng và ngày trở về được vùng vẫy trong dòng sông quê mẹ của người đàn ông đã lớn tuổi.
Các hình ảnh triền đê, cây đa, bến nước, nhà cổ,… tất cả được đạo diễn Đào Duy Phúc đưa vào thông qua câu chuyện được viết lên bởi chính vợ anh – nhà biên kịch Thuỳ Trang.
MV "Anh đang nghĩ gì?": mang hơi hướng funk, là những cảm xúc từ mối quan hệ của một câu chuyện tình hạnh phúc, có lãng mạn và chia ly được thể hiện bởi nữ diễn viên Thanh Tú và nam diễn viên Lãnh Thanh (đang được chú ý qua bộ phim điện ảnh Tháng năm rực rỡ). Thế nhưng, trên tất cả, cảm xúc đọng lại vẫn là tươi sáng và đầy hứng khởi từ nhịp điệu của ca khúc. Cho dù mọi chuyện qua đi thì cảm giác yêu và được yêu cũng thật tuyệt vời.
MV "Bài ca tự do": Đây là sự kết hợp đặc biệt giữa Mỹ Linh và ê-kíp cùng với rapper Hà Lê, và cũng là lần đầu tiên Mỹ Linh thực hiện MV dance mà người truyền tải câu chuyện không ai khác mà chính là các dancer tài năng.
MV lấy ý tưởng từ bản gốc của bài hát là bản giao hưởng Land of Hope and Glory (Vùng đất của hy vọng và vinh quang), âm nhạc Edward Elgar, lời A.C. Benson viết năm 1902. Đây là tập hợp những câu chuyện nhỏ, có thật về quá trình theo đuổi đam mê của các bạn trẻ hoạt động trong các lĩnh vực nghệ thuật, thể thao.